# Hélder Silva
Pour les articles homonymes, voir Silva.
Hélder Jorge Vieira da Silva, né le 2 septembre 1996, est un coureur cycliste angolais.

## Biographie
En juin 2019, il est sacré champion d'Angola sur route chez les élites, dans la capitale Luanda.

## Palmarès
- 2018
  - Grande Prémio ACT :
    - Classement général
    - 1re étape
- 2019
  -  Champion d'Angola sur route
  - 1re étape du Grande Prémio ACT
  - Grande Prémio Mineiro
  - 1re étape du Tour du Faso (contre-la-montre par équipes)
  - 3e du Grande Prémio ACT
- 2021
  - Grand Prix de la ville de Luanda[2]